# Машинная улица (Екатеринбург)

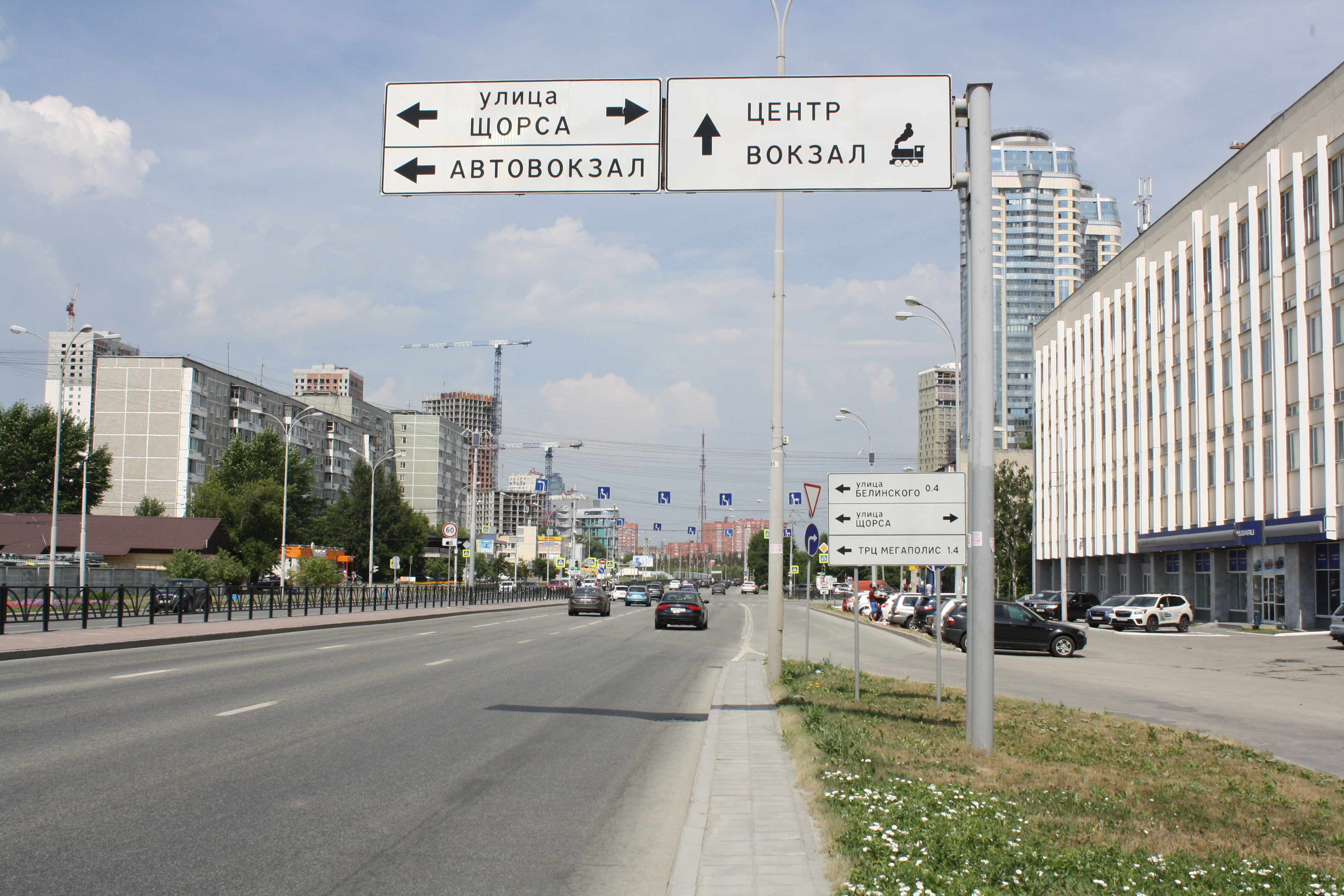
Улица в 2020 году

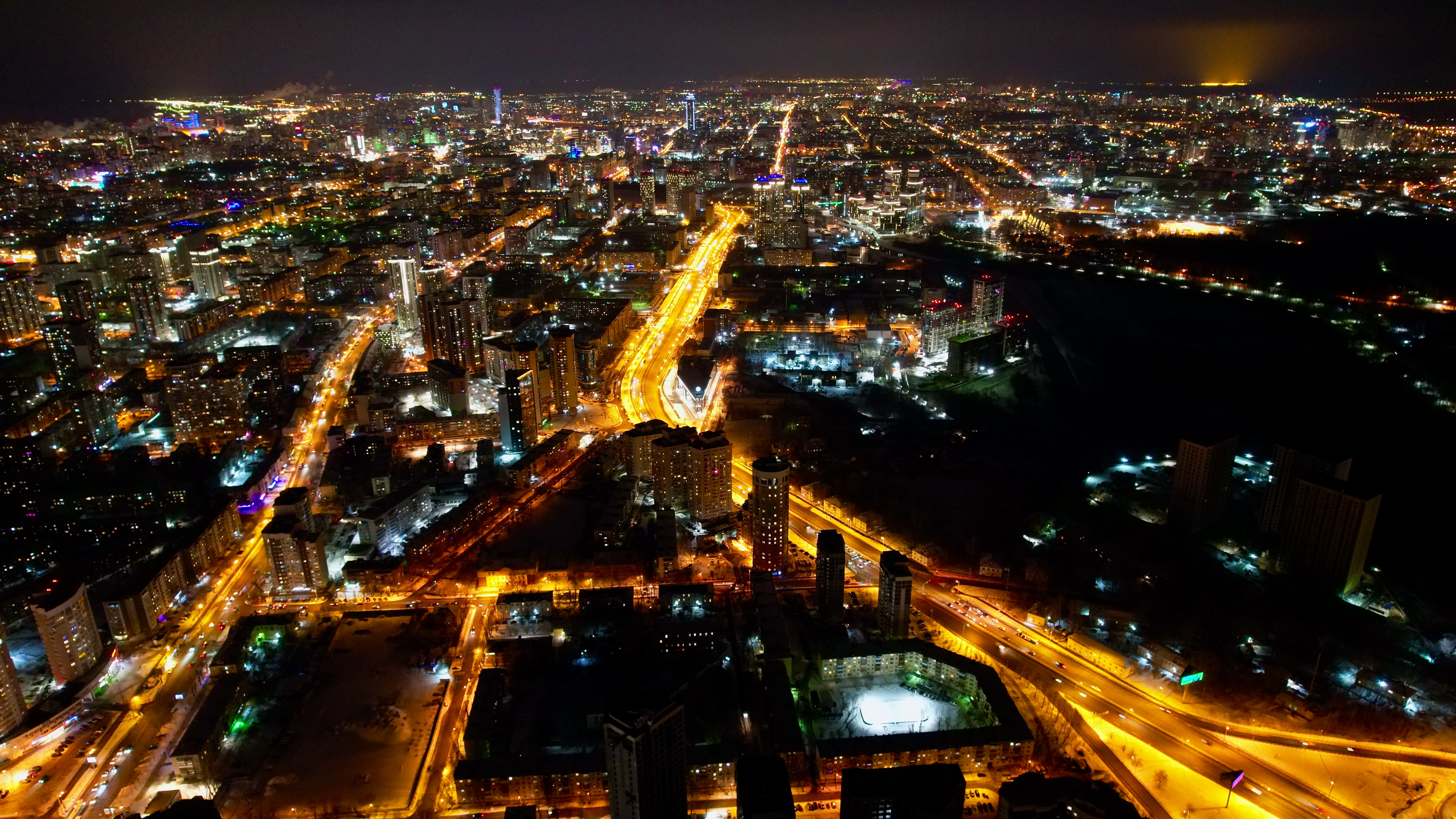
Вид с высоты

Маши́нная у́лица (прежнее название: Челя́бинская) — магистральная улица в жилом районе «Южный» Ленинского (дома севернее пересечения с улицей Щорса) и Октябрьского административных районов Екатеринбурга.

## Происхождение и история названий
Первоначальное название улицы — Челябинская, вероятно, связано с тем, что к ней в прошлом подходил Челябинский тракт. Название впервые зафиксировано на городском плане 1845 года. Своё современное название улица получила в конце 1930-х годов после развития на прилегающей к ней территории машиностроительных заводов: бурового оборудования имени В. В. Воровского, автогенного и велосипедного. В 1985 году шла речь о расширении улицы, переименовании её в проспект Кутузова и строительстве трамвайной линии. В 90-е годы на время ремонта дорожного покрытия улицы Белинского маршруты троллейбусов и автобусов были перенесены на Машинную. В дальнейшем улица была расширена более чем в два раза, однако название её осталось прежним и общественный транспорт не пущен.

## Расположение и благоустройство
Машинная улица идёт с севера на юг параллельно улице Цвиллинга . Начинается от пересечения с улицей Фурманова и заканчивается, переходя в улицу Луганскую (односторонний дублёр доходит до улицы Саввы Белых). Пересекается с улицей Щорса. Слева на улицу выходит переулок Бригадиров, справа — проектируемый участок улицы Отто Шмидта. Протяжённость улицы (вместе с дублёром) составляет около 1850 метров. Ширина проезжей части более 20 м (по три полосы в каждую сторону движения).
На протяжении улицы Машинной имеется три светофора и один нерегулируемый пешеходный переход (на пересечении дублёра Машинной и улицы Саввы Белых). С обеих сторон улица оборудована тротуарами, к северу от места примыкания улицы Отто Шмидта тротуар имеется только по чётной стороне улицы.

## История
Общее направление улицы было спланировано ещё проектной частью генерального плана Екатеринбурга 1804 года, но более конкретно улица обозначена планом 1829 года. Застройка улицы была начата в 1820-е годы. Первый квартал улицы прилегал к реке Исети и до 1920-х годов оставался единственным застроенным. На нём находились заимки купцов-салотопенников и дачи екатеринбуржцев. Застройка улицы велась в основном в 1920-х — 1930-х годах малоэтажным жильём. Сейчас на его месте находится средне- и многоэтажная жилая застройка. Участок улицы севернее Отто Шмидта был проложен между 2003 и 2007 годами.

## Транспорт
Улица является важной внутригородской транспортной магистралью, включённой в систему объездных путей южной части города.

### Наземный общественный транспорт
По улице осуществляет движение маршрутное такси № 039, но остановок общественного транспорта на улице нет. Ближайшие к улице остановки общественного транспорта — «Щорса» (перекрёсток Щорса—Белинского), и «ЦПКИО (Щорса)» (в начале улицы Щорса).

### Ближайшие станции метро
В 1200 м западнее перекрёстка улиц Машинная-Щорса находится станция метро  «Чкаловская». В 400 м юго-юго-западнее конца улицы находится станция метро  «Ботаническая».